# Sefarad
Sefarad este o formație din Turcia, formată din evrei sefarzi care cântă atât în limba turcă cât și in limba ladino. Membrii formației sunt Sami Levi, Cem Stamati și Ceki Benșușe. Aceștia combină vechile melodii sefarde cu tonurile muzicii turcești moderne, creând asfel piese de o mare originalitate.

## Discografie
- Sefarad (2003)
- Sefarad II (2005)
- Evvel Zaman (2007)